# Cea (Spagna)
Cea è un comune spagnolo di 693 abitanti situato nella comunità autonoma di Castiglia e León.